# Melusine (Reimann)
Melusine ist eine deutschsprachige Oper in vier Akten von Aribert Reimann mit einem Libretto von Claus H. Henneberg nach Yvan Golls gleichnamigem Theaterstück, das den legendären Wassergeist in Golls Zeit versetzt. Die Oper wurde für die Schwetzinger Festspiele geschrieben und am 29. April 1971 im Schlosstheater Schwetzingen uraufgeführt.

## Handlung
Die Hauptfigur ist mit einem Immobilienmakler verheiratet, aber noch Jungfrau, und konzentriert sich auf die Erhaltung eines örtlichen Parks (oder Waldes), den sie voller Naturgeister sieht. Sie kann nicht verhindern, dass auf dem Land eine Burg gebaut wird, in der sie ihre Jungfräulichkeit verliert und stirbt.

### Erster Akt
Eine bescheidene Villa an der Peripherie einer Großstadt
Szene 1. Melusine hat den Makler Max Oleander, den ehemaligen Liebhaber ihrer Mutter Madame Lapérouse, geheiratet. Die drei leben zusammen in einer Villa an einem alten Park. Obwohl die Hochzeit bereits ein halbes Jahr zurückliegt, entzieht sich Melusine noch immer ihrem Mann. Sie verbringt ihre Zeit überwiegend bei den alten Bäumen im Park. Oleander beklagt sich bei Madame Lapérouse über Melusines Verhalten und bittet sie, ihm an deren Stelle mit seiner Krawatte zu helfen, wie sie es früher zu tun pflegte.
Szene 2. Melusine kommt mit einem Arm voller Blumen ins Haus und schwärmt ihrer Mutter von der Natur vor. Sie öffnet die Terrassentür, um einen Mann zu betrachten, der gerade aus dem Park tritt.
Szene 3. Der Mann stellt sich Melusine als Geometer vor. Er soll im Auftrag des Grafen von Lusignan das Gelände vermessen. da dort ein Schloss gebaut werden soll. Melusine fleht ihn an, den Park und die Bäume nicht anzurühren. Sie seien verzaubert, und in einer Weide lebe die Pythia, eine alte Fee, die sie wie ihr eigenes Kind behandle. Der Geometer verliebt sich in Melusine. Sie fordert ihn auf, die Bäume zu retten und nennt ihm ihren Namen. Der Geometer geht ab.
Szene 4. Oleander kommt verärgert ins Haus. Der Park wurde ohne seine Vermittlung verkauft, sodass ihm das Geschäft entging. Madame Lapérouse berichtet aufgeregt, dass ein Mann von der Parkmauer in den Tod gestürzt sei. Erschrocken erkennt Melusine, dass es sich um den Geometer handeln muss.

### Zweiter Akt
Seeufer, mitten im Park
Szene 1. Unter einer Trauerweide sitzend beklagt Melusine das dem Wald drohende Schicksal. Sie fordert vergeblich die Natur auf, sich dagegen zu wehren, und bittet schließlich die „Königin der Weiden“ um Rat. Eine Tür öffnet sich in der Weide, und die Pythia, eine Art Kartenlegerin, tritt heraus. Sie ist anfangs ungehalten wegen Melusines Heirat mit Oleander. Da Melusine aber schwört, noch unberührt zu sein, gibt die Pythia ihr gegen das Versprechen, weiterhin rein zu bleiben und niemals zu lieben, einen Fischschwanz. Er wird ihr eine unwiderstehliche Anziehungskraft auf die Männer verleihen, ohne ihre Reinheit zu gefährden. In den Karten sieht die Pythia viele Männer, darunter einen armen blonden und einen bärtigen, der bald sterben werde, sowie ein Schloss und eine große Reise. Hier jedoch sei alles rot und voller Flammen.
Szene 2. Melusine verführt einen Maurer, um ihn von der Arbeit abzuhalten. Sie verspricht ihn einen Kuss für jeden Kollegen, den er zum Streik motiviert.
Szene 3. Der Architekt und der Werkmeister sorgen sich um die mysteriösen Vorgänge auf der Baustelle: den Tod des Geometers, den hohen Grundwasserstand und verschwundene Werkzeuge. Ein Arbeiter teilt ihnen mit, dass ab sofort gestreikt werde, weil die Gegend verflucht sei. Der Architekt schickt den Werkmeister zu den Arbeitern, um sie wieder zu motivieren. Melusine nutzt die Gelegenheit, den Architekten mit einem vorgetäuschten Hilferuf zu sich zu locken und zu verführen. Ihr Kleid ist nass und hat unten die Form eines Fischschwanzes. Der Architekt verfällt ihr vollkommen.

### Dritter Akt
Vor dem Schloss Lusignan; ein großes geschlossenes Portal
Die Arbeiter haben die Ruhe der Natur während des Winters genutzt, um das Schloss in aller Eile fertigzustellen. Weder die Pythia noch Melusine konnten es verhindern. Die Pythia fürchtet, dass sich Melusine in den Grafen verlieben könnte. In diesem Fall wäre die Geisterwelt verloren, und der Pythia bliebe nichts anderes übrig, als Feuer zu legen, um sich selbst zu vernichten. Ein Oger erscheint. Er war einst der Liebhaber der Pythia, bevor er ein Verhältnis mit Melusines Mutter einging. Er zeigt sich erschüttert über die Veränderungen. Melusine ist ihre letzte Hoffnung. Da diese heute zum ersten Mal dem Grafen begegnen wird, bittet die Pythia den Oger, sie vor dem Einfluss des Grafen zu schützen. Ein Sekretär des Grafen engagiert den Oger als Lakaien für die Einweihungsfeier.
Verwandlung: Das Portal öffnet sich und eine prächtige Halle wird sichtbar
Sechs Gäste der Einweihungsfeier unterhalten sich über die merkwürdigen Geschehnisse während des Baus. Oleander und Melusine treten ein. Letztere erregt mit ihrem Fischschwanzkleid die Aufmerksamkeit der Gäste. Der Graf und sein Sekretär kommen hinzu. Während Oleander mit dem Sekretär ins Gespräch kommt, bemüht sich der Graf um Melusine, die er schon lange erwartet hat. Der Oger unterbricht sie und weist auf einen Mann hin, der dringend mit dem Grafen sprechen wolle. Es ist der Architekt, der wie besessen hereinstürmt und den Grafen vor Melusine warnt. Auf einen Befehl des Grafen wirft der Oger den Architekten hinaus. Der Graf zieht sich mit Melusine in den Hintergrund zurück. Die Pythia kommt besorgt aus einem Winkel hervor. Ihre Erziehung Melusines scheint zu versagen. Sie beschließt, Feuer zu legen.

### Vierter Akt
Ein Weg im Park
Szene 1. Melusine und der Graf haben sich ineinander verliebt. Für sie ist es die erste Liebe, für ihn die letzte. Obwohl beide spüren, dass sie füreinander bestimmt sind, glaubt der Graf, dass sie ihn verlassen wird.
Schlafzimmer im Schloss Lusignan
Szene 2. Nach einer gemeinsam verbrachten Nacht ist der Graf irritiert über Melusines Kälte. Sie erzählt ihm von ihrem Fluch, niemals lieben zu dürfen, und bittet ihn, ihr etwas Ruhe zu lassen. Nachdem der Graf das Zimmer verlassen hat, tritt der Oger ein, reißt sich das Lakaien-Kostüm vom Leib und stellt sich ihr als ihr Vater vor. Er erzählt ihr, dass ihr Verrat der Pythia das Herz gebrochen und das Ende der Geisterwelt besiegelt habe. Sie könne nur noch eine einzige Tat vollbringen: den Mann töten, der stärker war als sie selbst. Melusine jedoch fühlt sich nun als Mensch. Da öffnet der Oger die Vorhänge und zeigt ihr, dass die Pythia bereits den Wald um das Schloss angezündet hat. Melusine läuft hinaus in die Flammen, um den Grafen zu retten.
Das gleiche Zimmer wie im ersten Bild
Szene 3. Von ihrer Wohnung aus beobachten Oleander und Madame Lapérouse das brennende Schloss. Der Sekretär berichtet, dass der Graf und seine Geliebte im Feuer umgekommen seien. Der Oger erscheint, durch den Brand übel zugerichtet, in Begleitung einiger Diener, die zwei schwere Bündel hereintragen. In einem davon befindet sich die Leiche Melusines.

## Gestaltung

### Musik
Die Musik ist atonal und extrem dissonant. Das Orchester wird höchst ausdrucksstark eingesetzt. Es gibt einige aleatorische Passagen. Der Rezensent des Guardian nannte die Musiksprache „neo-expressionistisch mit hervorstechenden Clustern“. Der Vokalstil reiche von deklamierter Sprache bis zu anspruchsvollsten Koloraturen. Ein Rezensent der Uraufführung, der für die Wochenzeitung Die Zeit schrieb, fand den Gesangsstil der drei Hauptfiguren überzeugend und verglich die Ausdruckskraft des Werks mit Alban Bergs Lulu und seine Atmosphäre mit Claude Debussys Pelléas et Mélisande, wobei er Ähnlichkeiten zwischen den drei weiblichen Charakteren feststellte.

### Orchester
Die Orchesterbesetzung der Oper umfasst die folgenden Instrumente:
- Holzbläser: Flöte (auch Piccolo), Altflöte, Oboe, Klarinette (auch Es-Klarinette), Bassklarinette, Fagott, Kontrafagott
- Blechbläser: zwei Hörner, zwei Trompeten, zwei Posaunen
- Pauken
- Harfe
- Celesta
- Streicher: vier Violinen 1, vier Violinen 2, drei Bratschen, drei Violoncelli, zwei Kontrabässe

## Werkgeschichte
Aribert Reimanns Oper Melusine entstand 1970 im Auftrag des Süddeutschen Rundfunks Stuttgart. Das Libretto verfasste Claus H. Henneberg. Es basiert auf dem gleichnamigen Schauspiel von Yvan Goll.
Der Titel bezieht sich auf den legendären Wassergeist. In Anlehnung an eine französische Legende und später an ein deutsches Volksbuch von Thüring von Ringoltingen wird das Thema auf das moderne Alltagsleben in Frankreich vor dem Ersten Weltkrieg übertragen.
Bei der Uraufführung im Schlosstheater Schwetzingen dirigierte Reinhard Peters das Sinfonieorchester des Süddeutschen Rundfunks. Die Inszenierung stammte von Gustav Rudolf Sellner. Für Ausstattung, Bühne und Kostüme war Gottfried Pilz zuständig. Die Darsteller waren Solisten der Deutschen Oper Berlin: Catherine Gayer (Melusine), Martha Mödl (Pythia), Slavka Taskova-Paoletti oder Gitta Mikes (Madame Lapérouse), Donald Grobe (Oleander) und Barry McDaniel (Graf von Lusignan), Ivan Sardi (Geometer), Klaus Lang (Maurer), Loren Driscoll (Architekt), Josef Greindl (Oger) sowie Hanna Wisniewska, Mirka Dzakis, Maria Brill, Leopold Clam, Andreas Bauer und David Knutson.:15048
Die Produktion wurde noch im selben Jahr beim Edinburgh Festival im King’s Theatre in Edinburgh gezeigt. Seitdem gab es eine Reihe weiterer Produktionen:
- 1971: Darmstadt – Regie: Harro Dicks, Dirigent: Hans Drewanz.[8]
- 1972: Santa Fe.[9]
- 1973: München.[10]
- 1974: Zürich.[11]
- 1976: Braunschweig.[12]
- 1984: Aachen.[13]
- 1991: Würzburg.[14]
- 1993: Heidelberg.[15]
- 1994: Dresden.[16]
- 1997: München.[17]
- 2005: Weimar – Inszenierung: Michael Schulz, Dirigent: Jac van Steen.[18]
- 2007: Staatstheater Nürnberg – Inszenierung: Helen Malkowsky, Dirigent: Peter Hirsch.[19]
- 2009: Stadttheater Bremerhaven – Inszenierung: Peter Grisebach, Dirigent: Stephan Tetzlaff.[20]
- 2016: Universität der Künste Berlin – Inszenierung: Frank Hilbrich, Dirigent: Errico Fresis.[21]
- 2025: Oper Frankfurt im Bockenheimer Depot – Inszenierung: Aileen Schneider, Dirigent: Karsten Januschke[22]

## Aufnahmen
- 1971 – Reinhard Peters (Dirigent), Gustav Rudolf Sellner (Inszenierung), Sinfonieorchester des Süddeutschen Rundfunks.
 Catherine Gayer (Melusine), Martha Mödl (Pythia), Slavka Taskova-Paoletti oder Gitta Mikes (Madame Lapérouse), Donald Grobe (Oleander) und Barry McDaniel (Graf von Lusignan), Ivan Sardi (Geometer), Klaus Lang (Maurer), Loren Driscoll (Architekt), Josef Greindl (Oger).
 Mitschnitt der Uraufführung; live aus Schwetzingen.[2][6]:15048
- 12. Mai 2007 – Peter Hirsch (Dirigent), Helen Malkowsky (Inszenierung), Nürnberger Symphoniker, Chor der Oper Nürnberg.
 Marlene Mild (Melusine), Teresa Erbe (Pythia), Gabriele May (Madame Lapérouse), Richard Kindley (Oleander), Song-Hu Liu (Graf von Lusignan), Wieland Sattler (Geometer), Dariusz Siedlik (Maurer), Sibrand Basa (Architekt), Thomas Fleischmann (Oger).
 Live aus Nürnberg.
 Wergo WER 6719 2 (2 CDs).[23][6]:15049
- 7. und 8. Juli 2016 – Errico Fresis (Dirigent), Frank Hilbrich (Regie), Lisa Käppler (Bühne), Lisa Mareike Poethke (Kostüme), Brandenburger Symphoniker.
 Studierende der Universität der Künste Berlin.
 Video; Livestream.[21]